# Потулиці (Вонґровецький повіт)
Потулиці (пол. Potulice, нім. Waldgrund) — село в Польщі, у гміні Вонґровець Вонґровецького повіту Великопольського воєводства.
Населення — 501 особа (2011).
У 1975-1998 роках село належало до Пільського воєводства.

## Демографія
Демографічна структура станом на 31 березня 2011 року:
|          | Загалом | Допрацездатний вік | Працездатний вік | Постпрацездатний вік |
| -------- | ------- | ------------------ | ---------------- | -------------------- |
| Чоловіки | 250     | 66                 | 168              | 16                   |
| Жінки    | 251     | 60                 | 161              | 30                   |
| Разом    | 501     | 126                | 329              | 46                   |